# Marko Jakše
Marko Jakše, slovenski akademski slikar, * 1959, Ljubljana
Jakše je leta 1987 diplomiral na ljubljanski Akademiji za likovno umetnost pod mentorstvom Metke Krašovec.
Je prejemnik nagrade Prešernovega sklada v letu 2015.